# Karin Büttner-Janz
Karin Büttner-Janz (ur. 17 lutego 1952 w Chociebużu) – niemiecka gimnastyczka, wielokrotna medalistka olimpijska.
Reprezentowała Niemiecką Republikę Demokratyczną. Brała udział w dwóch igrzyskach (IO 68, IO 72), na obu zdobywała medale – łącznie siedem. W Meksyku sięgnęła po dwa medale (drużyna i poręcz). Cztery lata później wspólnie z Olgą Korbut i Ludmiłą Turiszczewą zdominowała rywalizację gimnastyczek. Zwyciężyła w dwóch konkurencjach (skok i poręcz), była druga w wieloboju zarówno indywidualnym jak i drużynowym. W ćwiczeniach na równoważni zajęła trzecie miejsce. Stawała na podium mistrzostw świata w 1970 (złoto - równoważnia, srebro - skok i drużyna), była również wielokrotną mistrzynią Europy w 1969 (wielobój, skok, poręcze, równoważnia).
Jedna z ewolucji na poręczach jest nazwana jej imieniem. W 2003 została uhonorowana miejscem w Hall of Fame Gimnastyki.